# غوردون غريف
غوردون غريف هو سياسي نيوزيلندي، ولد في 21 أغسطس 1912، وتوفي في 17 أكتوبر 1993. نشط حزبياً في الحزب الوطني في نيوزيلندا. وقد انتخب عضو مجلس النواب النيوزيلندي ‏.